# Michal Ivanovský
Michal Ivanovský (7. srpna 1949 - 20. dubna 2017) je český lékař a politik z Děčínska, po sametové revoluci československý poslanec Sněmovny lidu Federálního shromáždění za Občanskou demokratickou stranu.

## Biografie
Ve volbách roku 1992 byl za ODS, respektive za koalici ODS-KDS, zvolen do Sněmovny lidu (volební obvod Severočeský kraj). Ve Federálním shromáždění setrval do zániku Československa v prosinci 1992.
V komunálních volbách roku 1994 byl zvolen za ODS do zastupitelstva města Děčín. Neúspěšně se do zastupitelstva snažil proniknout i v komunálních volbách roku 2002 a komunálních volbách roku 2006, nyní již uváděn jako bezpartijní. Ve volbách v roce 2006 figuroval na kandidátní listině formace SNK Evropští demokraté. Profesně je uváděn jako lékař.